# Guangzhou Cheng Zuqiu Julebu
Il Guangzhou Cheng Zuqiu Julebu (广州城足球俱乐部S, Guǎngzhōu Chéng Zúqiú JùlèbùP), tradotto come Guangzhou City Football Club, era una società calcistica cinese con sede nella città di Canton, militante nella Chinese Super League, la massima serie del campionato cinese di calcio.
Fondato nel 1986 a Shenyang con il nome di Shenyang Ginde FC (沈阳金德S, Shěnyáng JīndéP), il club è di proprietà del gruppo R&F Properties, che lo ha rilevato nel giugno 2011. In inglese la sigla R&F significa "ricco" (富) e "forte" (力).
Disputa le partite interne allo Stadio Yuexiushan di Canton (18.000 posti). In precedenza ha giocato allo Stadio Shenyang Wuilihe (55.000 posti) e, dal 2007, allo Stadio Helong di Changsha.

## Denominazione
- Dal 1986 al 1993: Shenyangshi Zuqiu Dui (沈阳市足球队S; Shenyang Football Club)
- Nel 1994: Shenyang Dongbei Liuyao Dui (沈阳东北六药队S; Shenyang Liuyao Football Club)
- Dal 1995: Shenyang Huayang Dui (沈阳华阳队S; Shenyang Huayang Football Club)
- Dal 1996 al 2001: Shenyang Haishi Zuqiu Julebu (沈阳海狮足球俱乐部S; Shenyang Haishi Football Club)
- Dal 2001 al 2006: Shenyang Jinde Zuqiu Julebu (沈阳金德足球俱乐部S; Shenyang Ginde Football Club)
- Dal 2007 al 2011: Changsha Jinde Zuqiu Julebu (长沙金德足球俱乐部S; Changsha Ginde Football Club)
- Nel 2011: Shenzhen Fenghuang Zuqiu Julebu (深圳凤凰足球俱乐部S; Shenzhen Phoenix Football Club)
- Dal 2011 al 2020: Guangzhou Fuli Zuqiu Julebu (广州富力足球俱乐部S; Guangzhou R&F Football Club)
- Dal 2021 al 2023: Guangzhou Cheng Zuqiu Julebu (广州城足球俱乐部S; Guangzhou City Football Club)

## Storia
Il club fu costituito nel 1986 con il nome di Shenyang (沈阳S) dall'autorità sportiva di Shenyang al fine di iscriverlo al campionato cinese di calcio. La squadra iniziò a militare nella seconda divisione nazionale, per poi ottenere, nel 1988, la promozione nella Jia-A League cinese, dopo l'allargamento ad altre squadre e stante l'impossibilità del Liaoning FC di iscrivere la propria squadra riserve al campionato. Retrocesso dopo una stagione, il club rimase in seconda serie per svariati anni, esclusa l'annata 1992, quando militò in Chinese Jia-A prima di una nuova retrocessione.
Nel 1994 l'intero campionato cinese di calcio divenne professionistico. Alla squadra fu concesso di ingaggiare uno sponsor, di cambiare nome in Shenyang Liuyao (沈阳东北六药S) e di iscriversi, nel 1992, alla massima divisione nazionale. Alla nuova retrocessione fece seguito un altro cambio di denominazione: il club divenne Shenyang Huayang (沈阳华阳) e nel 1996 Shenyang Haishi (沈阳海狮, letteralmente "leoni marini di Shenyang"). Ottenuta una nuova promozione in massima serie, la squadra riuscì a ottenere la salvezza e si consolidò nella divisione di vertice, anche se per varie stagioni evitò la caduta in seconda serie solo perché le retrocessioni furono sospese per via dell'espansione del campionato. Nel 2001 il club fu rilevato dal Ginde Plastic Pipe Industry Group, una divisione dell'Hongyuan Group, e cambiò nome in Shenyang Ginde (沈阳金德). Nel 2007 lo stadio di casa, il Shenyang Wuilihe (五里河体育场) fu demolito. L'accordo per il trasferimento al Shenyang Olympic Sports Center Stadium non fu perfezionato, così nel 2007 il sodalizio si spostò a Changsha, in Hunan, e cambiò nome in Changsha Ginde (长沙金德).
Dopo la retrocessione del Changsha Ginde in League One alla fine della stagione 2010, il club fu acquistato dal gruppo MAZAMBA e si trasferì allo Stadio Shenzhen, nell'omonima città, nel febbraio 2011. La proprietà cambiò quindi il nome del club in Shenzhen Phoenix e cambiò colori sociali, dal celeste al verde. Nel maggio 2011 emerse una grave situazione di insolvenza, con il club che faticava a pagare gli stipendi ai calciatori e le sistemazioni in albergo. La squasdra rischiò seriamente di non completare la stagione 2011 e fu dunque messa in vendita. A rilevarla fu 
il gruppo immobiliare Guangzhou R&F, che spostò il club allo Stadio Yuexiushan di Canton e cambiò i colori sociali, tornando al blu.
Sotto la nuova gestione i risultati del club in China League One migliorarono sensibilmente, sino alla promozione in massima serie del 2011. Nella stagione seguente la squadra raggiunse il settimo posto, convincendo la dirigenza a impegnarsi a lungo termine con il club, fino a fondare anche una scuola calcio a Meizhou. All'inizio della stagione 2013 di Chinese Super League, però, vi fu una crisi di risultati. Il tecnico Sérgio Farias fu esonerato e sostituito, il 4 giugno 2013, con Sven-Göran Eriksson, che firmò un contratto di 19 mesi. Lo svedese condusse i suoi al terzo posto, miglior piazzamento nella storia club, e alla conseguente qualificazione alla AFC Champions League. Uno dei giocatori chiave fu l'attaccante marocchino Abderazzak Hamdallah, autore di 22 gol in 22 partite. Eriksson lasciò tuttavia la squadra alla scadenza del proprio contratto, per firmare con lo Shanghai Haigang, che aveva chiuso il campionato al quinto posto.
Il 2 gennaio 2015 fu annunciato il nome del successore, il rumeno Cosmin Contra, che ai preliminari della AFC Champions League 2015 eliminò i singaporiani del Warriors e gli australiani del C.C. Mariners, ottenendo un posto nella fase a gironi della competizione. Malgrado una vittoria esterna contro i giapponesi del Gamba Osaka, il Guangzhou R&F fu eliminato nella fase a gruppi. Anche in campionato il rendimento fu deludente, così Contra fu esonerato il 22 luglio 2015 e sostituito ad interim da Li Bing. A metà stagione lasciarono la squadra il centrocampista difensivo sudcoreano Park Jong-woo e l'infortunato Hamdallah, autore di soli 3 gol nel 2015. Il club fu inoltre costretto a giocare alcune gare interne al Guangzhou Higher Education Mega Center Central Stadium, a causa di lavori di ristrutturazione che avevano reso momentaneamente inagibile lo Stadio Yuexiushan nel 2012. Il 24 agosto 2012 fu nominato allenatore il serbo Dragan Stojković, che firmò un contratto sino alla fine della stagione 2017. Nel 2015 il serbo riuscì a condurre i suoi alla salvezza, con il 14º posto su 16 squadre.
Nel luglio 2016 fu ingaggiato l'attaccante israeliano Eran Zahavi, proveniente dal Maccabi Tel Aviv. La squadra giocò le partite iniziali del 2017 al Provincial People's Stadium di Canton, mentre i lavori di risutrutturazione dello Stadio Yuexiushan venivano completati. Lo stile di gioco offensivo di Stojković e i gol di Zahavi portarono lo R&F al quinto posto finale nel 2017. All'ultima giornata, tuttavia, svanì la qualificazione alla AFC Champions League, con Zahavi che non riuscì per un solo gol a battere il record di gol in un singolo campionato di Chinese Super League. Le sue 27 reti gli valsero comunque il titolo di capocannoniere del torneo. Nel 2018 la squadra raggiunse la semifinale di Coppa di Cina, ma in campionato non andò oltre il decimo posto.

## Organico attuale
Aggiornato il 18 maggio 2022
| N. |                      | Ruolo | Calciatore   |
| -- | -------------------- | ----- | ------------ |
| 1  | Cina (bandiera)      | P     | Cheng Yuelei |
| 4  | Cina (bandiera)      | C     | Zhang Gong   |
| 6  | Cina (bandiera)      | C     | Fan Yunlong  |
| 7  | Colombia (bandiera)  | A     | Jown Cardona |
| 9  | Cina (bandiera)      | A     | Gui Hong     |
| 10 | Cina (bandiera)      | C     | Li Tixiang   |
| 11 | Cina (bandiera)      | A     | Ye Chugui    |
| 12 | Brasile (bandiera)   | C     | Guilherme    |
| 14 | Cina (bandiera)      | A     | Zeng Chao    |
| 15 | Cina (bandiera)      | C     | Wang Peng    |
| 16 | Hong Kong (bandiera) | C     | Tan Chun Lok |
| 17 | Cina (bandiera)      | D     | Fu Yuncheng  |
| 18 | Cina (bandiera)      | D     | Yi Teng      |
| 19 | Cina (bandiera)      | D     | Jiang Jihong |
| 20 | Cina (bandiera)      | D     | Tang Miao    |
| 21 | Cina (bandiera)      | A     | Chang Feiya  |
| 22 | Cina (bandiera)      | P     | Han Jiaqi    |
| 23 | Cina (bandiera)      | P     | Zhou Yuchen  |

| N. |                 | Ruolo | Calciatore     |
| -- | --------------- | ----- | -------------- |
| 24 | Cina (bandiera) | P     | Tang Jianian   |
| 25 | Cina (bandiera) | D     | Jin Liangkuan  |
| 26 | Cina (bandiera) | P     | Long Wenhao    |
| 27 | Cina (bandiera) | D     | Li Zhouxuan    |
| 28 | Cina (bandiera) | C     | Wu Chengru     |
| 29 | Cina (bandiera) | A     | Song Wenjie    |
| 30 | Cina (bandiera) | A     | Chen Yajun     |
| 31 | Cina (bandiera) | D     | Zhang Jinliang |
| 33 | Cina (bandiera) | A     | Jin Bo         |
| 34 | Cina (bandiera) | A     | Wei Feng       |
| 35 | Cina (bandiera) | D     | Liao Jiajun    |
| 36 | Cina (bandiera) | D     | Huang Zhengyu  |
| 37 | Cina (bandiera) | C     | Wen Yongjun    |
| 38 | Cina (bandiera) | C     | Li Yongjia     |
| 39 | Cina (bandiera) | D     | Su Yuliang     |
| 40 | Cina (bandiera) | A     | Yang Yang      |
| 41 | Cina (bandiera) | D     | Wu Junjie      |

## Organico 2019
Aggiornata al 17 gennaio 2019
| N. |                          | Ruolo | Calciatore     |
| -- | ------------------------ | ----- | -------------- |
| 1  | Cina (bandiera)          | P     | Cheng Yuelei   |
| 3  | Serbia (bandiera)        | D     | Duško Tošić    |
| 4  | Cina (bandiera)          | C     | Gong Zhang     |
| 6  | Cina (bandiera)          | C     | Haojian Cai    |
| 9  | Cina (bandiera)          | C     | Chang Feiya    |
| 10 | Brasile (bandiera)       | C     | Renatinho      |
| 11 | Cina (bandiera)          | D     | Ding Haifeng   |
| 16 | Cina (bandiera)          | A     | Li Rui         |
| 17 | Cina (bandiera)          | D     | Zhang Chenlong |
| 18 | Cina (bandiera)          | P     | Zhang Shichang |
| 20 | Cina (bandiera)          | C     | Tang Miao      |
| 21 | Cina (bandiera)          | A     | Chang Feiya    |
| 22 | Corea del Sud (bandiera) | D     | Jang Hyun-Soo  |

| N. |                   | Ruolo | Calciatore     |
| -- | ----------------- | ----- | -------------- |
| 23 | Cina (bandiera)   | C     | Lu Lin         |
| 26 | Cina (bandiera)   | D     | Xiang Jiachi   |
| 27 | Cina (bandiera)   | C     | Hou Junjie     |
| 28 | Cina (bandiera)   | C     | Wang Jia'nan   |
| 29 | Cina (bandiera)   | A     | Xiao Zhi       |
| 30 | Cina (bandiera)   | D     | Fu Yunlong     |
| 32 | Cina (bandiera)   | C     | Chen Zhizhao   |
| 33 | Cina (bandiera)   | C     | Wang Song      |
| 35 | Cina (bandiera)   | A     | Min Junlin     |
| 36 | Cina (bandiera)   | C     | Huang Zhengyu  |
| 37 | Cina (bandiera)   | C     | Li Yuyang      |
|    | Belgio (bandiera) | C     | Moussa Dembélé |

## Organico 2018
Aggiornata al 3 ottobre 2018
| N. |                    | Ruolo | Calciatore     |
| -- | ------------------ | ----- | -------------- |
| 1  | Cina (bandiera)    | P     | Cheng Yuelei   |
| 3  | Serbia (bandiera)  | D     | Duško Tošić    |
| 4  | Cina (bandiera)    | C     | Gong Zhang     |
| 5  | Cina (bandiera)    | C     | Zhang Jiaqi    |
| 6  | Cina (bandiera)    | C     | Haojian Cai    |
| 7  | Israele (bandiera) | C     | Eran Zahavi    |
| 8  | Brasile (bandiera) | C     | Júnior Urso    |
| 9  | Cina (bandiera)    | C     | Chang Feiya    |
| 10 | Brasile (bandiera) | C     | Renatinho      |
| 11 | Cina (bandiera)    | D     | Ding Haifeng   |
| 16 | Cina (bandiera)    | A     | Li Rui         |
| 17 | Cina (bandiera)    | D     | Zhang Chenlong |
| 18 | Cina (bandiera)    | P     | Zhang Shichang |
| 20 | Cina (bandiera)    | C     | Tang Miao      |

| N. |                          | Ruolo | Calciatore    |
| -- | ------------------------ | ----- | ------------- |
| 21 | Cina (bandiera)          | A     | Chang Feiya   |
| 22 | Corea del Sud (bandiera) | D     | Jang Hyun-Soo |
| 23 | Cina (bandiera)          | C     | Lu Lin        |
| 26 | Cina (bandiera)          | D     | Xiang Jiachi  |
| 27 | Cina (bandiera)          | C     | Hou Junjie    |
| 28 | Cina (bandiera)          | C     | Wang Jia'nan  |
| 29 | Cina (bandiera)          | A     | Xiao Zhi      |
| 30 | Cina (bandiera)          | D     | Fu Yunlong    |
| 32 | Cina (bandiera)          | C     | Chen Zhizhao  |
| 33 | Cina (bandiera)          | C     | Wang Song     |
| 35 | Cina (bandiera)          | A     | Min Junlin    |
| 36 | Cina (bandiera)          | C     | Huang Zhengyu |
| 37 | Cina (bandiera)          | C     | Li Yuyang     |

## Palmarès

### Altri piazzamenti
- Campionato cinese:

Terzo posto: 2014
- Coppa della Cina:

Semifinalista: 2003, 2016, 2018
- China League One:

Secondo posto: 1991, 2011
Terzo posto: 1997
- China League Two:

Terzo posto: 1987